# Argillisite
L'argillisite è una roccia metasomatica di bassa temperatura, formata da minerali delle argille, zeoliti, minerali della silice, carbonati e solfuri di ferro. È il prodotto dell'argillificazione idrotermale, con completa sostituzione dei minerali originari, di originarie rocce ignee (intrusive ed effusive) e sedimentarie.

## Origine del nome
Lovering (1949) applicò per la prima volta questo nome a certi prodotti di alterazione delle rocce contigue a vene idrotermali di minerali metallici.

## Composizione mineralogica
I minerali delle argille comprendono smectite, illite-smectite, clorite-smectite, minerali del gruppo della caolinite, idromiche e celadonite; la silice (SiO2) si può manifestare come quarzo, calcedonio e opale; i carbonati comprendono calcite, dolomite ferrosa, ankerite magnesiosiderite; i solfuri di ferro comprendono pirite, marcasite, mackinawite e greigite. Altri minerali presenti sono l'alunite e la jarosite. 

Le metasomatiti strettamente associate ai depositi minerari si manifestano attorno a lenti o vene e sono formate da berthierite, carbonati ferriferi, adularia, fillosilicati a strati misti e talvolta zeoliti, fluorite e tosudite.

## Ambienti di deposizione, caratteristiche chimiche e paragenesi
Le argillisiti, oltre che metasomatizzare rocce ignee e sedimentarie nel sottosuolo, sono diffuse in aree di attività vulcanica idrotermale (argillisiti solfatariche). A differenze delle prime, queste argillisiti si sviluppano in superficie e non sono associate a depositi minerari. A parte ciò, si possono distinguere, dal punto di vista chimico, due tipi di argillisiti: quelle fortemente acide e quelle neutrali o leggermente alcaline. Le soluzioni acide lisciviano i componenti base (principalmente MgO, CaO e Na2O) e redistribuiscono allumina (Al2O3) e silice (SiO2). Le soluzioni leggermente alcaline producono zeoliti. 

In base alla composizione mineralogica si possono riconoscere alcune facies, rinvenibili sia nelle argillisiti idrotermali che in quelle solfatariche, precisamente:
- Gruppo acido: quarzo-caolinite, quarzo-caolinite-carbonati e quarzo-idromica
- Gruppo subneutrale: smectite-zeolite.

Gli studi teoretici e sperimentali della argillificazione localizzano questo processo nel campo delle basse temperature (100-250 °C) e in un ampio campo di pH (2-8).

## Mineralizzazioni associate
Le rocce argillisitiche accompagnano mineralizzazioni a uranio e stratiformi massive di rame-zinco e un'ampia varietà di depositi idrotermali.